# Jiří Václav Hampl
Jiří Václav Hampl (10. září 1929 Praha – 21. května 2022 Praha) byl český sochař, malíř a designér, spoluautor Pomníku dětských obětí války v Lidicích.

## Život
Narodil se v roce 1929 v Praze. Pocházel z umělecky založené rodiny. Oba rodiče byli výtvarně nadaní, matka Bohuslava – zpěvačka a klavíristka – byla žačkou Leoše Janáčka. Na přání rodičů vystudoval ČVUT, ale nadále maloval a cvičil na klavír a stále intenzivněji se vyhraňoval směrem k výtvarné činnosti. V letech 1952–1956 studoval u profesora Otakara Nejedlého, kde se zabýval převážně krajinomalbou. Další studia absolvoval u Emanuela Frinty a Josefa Multruse – portrét a krajinomalbu na výtvarné škole zakončil v roce 1960. Byl žákem sochařky Marie Uchytilové, své pozdější manželky. S ní spolupracoval 15 let na sousoší dětských obětí války, které je umístěno v Lidicích. Toto dílo po smrti Marie Uchytilové (1989) ještě dva roky dokončoval (chyběly dvě sochy), retušoval a sestavil do kompozice. V roce 2008 byla změněna deska u pomníku, na které už nebyl uveden jako spoluautor. Několikaletý soudní spor skončil v roce 2018 v Hamplův prospěch.

## Dílo
Spolu s přáteli založil Spolek pro realizaci památníku, který za deset let své činnosti shromáždil téměř 14 milionů korun. Pro pomník navrhl tvar a celkový design soklu díla. Spolek pro realizaci památníku dětských obětí války v Praze zaplatil a realizoval sousoší, sokl, zabezpečovací zařízení, zahradnické úpravy a formality se stavbou spojené. Dílo bylo po dokončení věnováno spoluautorem Jiřím Václavem Hamplem Památníku Lidice v roce 2000, a to bez autorského honoráře.
Kromě sochařské práce se J. V. Hampl často věnoval malbě, která byla jeho hlavní zálibou. Vytvořil stovky obrazů umístěných na všech kontinentech. Vytvořil také řadu tepaných reliéfů, z jejichž prodeje prakticky financoval náklady na zhotovení modelu památníku dětí do Lidic (cca 3 mil. Kč do roku 1989). Sochy realizované v České republice – Praha – Česká spořitelna, v Mostě, v Říčanech, v Plzni, Hradci Králové, Opavě, řešení svatební síně v Říčanech s umístěnými reliéfy. Byl účastníkem mnoha výstav samostatných, s M. Uchytilovou a dalšími umělci.
Rozsáhlá byla jeho činnost medailérská. Realizoval řadu prací samostatných i společných s M. Uchytilovou.
Zemřel v květnu 2022 ve věku 92 let.

### Medaile, realizace a návrhy
- Pozemní stavby Praha – pamětní medaile
- Vodní toky Praha – pamětní medaile
- Pozemní stavitelství Praha – podniková značka – plastika
- Jihlava město – pamětní medaile
- Jihlava – výročí 750 let
- Žďár nad Sázavou – medaile
- Československý rozhlas 50. výročí – pamětní medaile
- Praha – pamětní medaile MV
- Pražská židovská obec – Staronová synagoga
- Ochrana a tvorba životního prostředí – pamětní mince
- Psychiatrické centrum Praha – pamětní medaile
- III.Lékařská fakulta Karlova univerzita
- Lékařská komora – rytíř českého lékařského stavu – medaile za zásluhy udělovaná prezidentem České Lékařské komory
- Českomoravská kynologická unie – medaile za zásluhy o českou kynologii
- Advokátní komora ČR – pamětní medaile
- Lidická matka – pamětní medaile (námět M. Uchytilová)
- Josef Lada – pamětní medaile
- Královice (revers) avers M. Uchytilová nepodepsáno
- Pardubice 650 let výročí – pamětní medaile
- Muzeum Pardubice – pamětní medaile
- Pamětní medaile MV – revers
- Opava Národnímu divadlu – pamětní medaile
- Muzeum Hradec Králové – pamětní medaile
- Vančura Vladislav – revers – pamětní medaile (avers M. Uchytilová)
- Ladislav Lábek – revers – (avers M. Uchytilová) nepodepsáno
- Božena Němcová – revers – (avers M. U.) nepodepsáno
- Václav Kálik – revers – pamětní medaile (avers M. U.)
- Návrh Mariánská Týnice – pamětní
- Historické město Telč – avers – (revers M. U.)
- Říčany – pamětní – revers
- Hošťálkovy – pamětní medaile
- El. dráhy města Prahy – pamětní medaile

### Sochy
- Pomník dětských obětí války
- Vězeň (s M. Uchytilovou) bronz – Osvětim
- Václav Kálik bronz Opava
- Památník dětským obětem válek – bronz – Lidice (s M. Uchytilovou)
- Pamětní deska k Památníku – bronz – Lidice
- Reliefy Hradec Králové – bronz
- Reliéfy – bronz – Říčany
- Městský znak – bronz – Žďár nad Sázavou
- Pamětní deska Vančura – Zbraslav
- Děti s míčem (s M. U.) bronz – Jihlava
- Bronzový věnec – památník padlých – Jindřichův Hradec
- Josef Suk bronz – Benešov
- Pamětní deska s portrétem M. Uchytilové – bronz – Královice
- Pamětní deska – Krejčí – bronz – Kolín
- Musil – busta – bronz
- Jindřich Stehlík – malíř – bronz
- Cena pro stavební učiliště – postava muže – bronz
- Portrétní tvorba
- Václav Kálik
- Jindřich Stehlík
- Josef Musil
- Chlapec
- Děvče s culíky
- Mládí
- Drobné plastiky
- Na konci cesty
- Boxer – kamarád
- Studie postavy
- V zamyšlení
- Akt
- Ráno
- Řada návrhů pro Českou národní banku, z toho 6 oceněno

### Výstavy
- Sedlec 80
- Jihlava 81
- Praha 83
- Dílo Vodičkova
- Žďár nad Sázavou
- Sedlčany Kulturní centrum 82
- Jihlava Galerie Vysočiny 82
- Jihlava Dílo 85
- Sedlčany 86
- Jihlava 89
- Praha Dílo Vodičkova 83
- Mariánská Týnice 91
- Sokolovo 92
- Praha Spořilo 86 vinobraní
- Zlatá ulička – s M.U. 86
- Kulturní centrum Sedlčany 88
- Sedlčany 95
- Kralupy nad Vltavou (s M.U.) 84
- Praha 2001
- Mariánská Týnice 2001
- Brno Zemské muzeum – medaile – 92
- Galerie u Rudolfa Planá nad Lužnicí 2002
- Kolektivní výstavy
- Praha, Bratislava 1985
- Praha 1987
- Praha 1991
- Brno 1992
- Praha 1996